# Polysphaeria lanceolata
Polysphaeria lanceolata är en måreväxtart som beskrevs av William Philip Hiern. Polysphaeria lanceolata ingår i släktet Polysphaeria och familjen måreväxter.

## Underarter
Arten delas in i följande underarter:
- P. l. comorensis
- P. l. ellipticifolia
- P. l. harleyi
- P. l. lanceolata
- P. l. pedata